# Tetrix andeanum
Tetrix andeanum är en insektsart som först beskrevs av Morgan Hebard 1923.  Tetrix andeanum ingår i släktet Tetrix och familjen torngräshoppor. Inga underarter finns listade i Catalogue of Life.